# علاء سلام
علاء سلام (13 مايو 1968 -) هو مغني مصري.

## حياته ونشأته ومسيرته
ولد 13 مايو 1968 بالقاهرة، اشتهر خلال حقبة التسعينيات في القرن العشرين، بألبومات مثل أحكم والذي حقق أعلي نسبة مبيعات ولكنه اختفي بعد فترة عن الساحة الفنية في أوائل الالفنيات.
إكتشفه الفنان الغنائي حميد الشاعري.

## أعماله

### غناء
له أربع ألبومات من إنتاج شركة الشرق، سامعاني وأحكم والحبيب وجريء وأول أغنية غناها كانت في كوكتيل نجوم الشرق الجزء الأول «يالي عيونك واخذني»  وكوكتيل نجوم الشرق الثاني أغنية مش برضه الحلو من الدنيا دي؟ وكوكتيل نجوم الشرق الجزء الثالث أغنية رواح.

### أغاني الأفلام
- إمبراطورية الجيارة 1994 - تلحين.
- يا تحب يا تقب 1994 - تلحين وغناء.
- كروانة 1993 - تلحين وغناء.
- كشف المستور 1994 - غناء.